# Ossewabrandwag
Der Ossewabrandwag (OB; deutsch etwa: „Ochsenwagen-Wache“) war eine nationalistisch geprägte Organisation der afrikaanssprachigen europäischstämmigen Bevölkerung der Südafrikanischen Union. Sie bestand von 1939 bis 1952.

## Geschichte

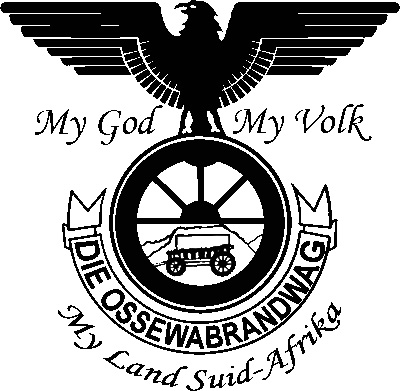
Wappen der Ossewabrandwag

Im Zuge der Hundert-Jahr-Feiern zum Großen Treck, deren Höhepunkt ein symbolischer Ochsenwagen-Zug war, sammelten sich im Jahr 1938 burische Südafrikaner, die der britischen Bevölkerungsgruppe seit der Niederlage im Zweiten Burenkrieg feindlich gesinnt waren und ihre wirtschaftlichen Perspektiven negativ beurteilten. Die Vorbereitungen zur Gründung der „Kulturorganisation“ OB wurden 1938 vor allem von C. R. Kotzé vorangetrieben, einem Pastor der Nederduitse Gereformeerde Kerk (NGK) und Vorsitzenden des Calvinistiese Bond. Am 4. Februar 1939 gründeten sie in Bloemfontein in der Hauptkirche der NGK die Organisation Ossewabrandwag, deren Name sich auf die Zeit des Großen Trecks bezieht. Erster Vorsitzender war der Oberst J. C. C. Laas. Er trug den Titel Commandant-Generaal. Bei Kriegsanbruch hatte die OB allein im Oranje-Freistaat rund 45.000 Mitglieder. Laas hatte einen chaotischen Führungsstil und wurde im Januar 1941 durch den Rechtsanwalt Johannes Hans van Rensburg abgelöst, der zuvor Administrator des Oranje-Freistaats war.
Teil der OB war der paramilitärische Flügel Stormjaers („Sturmjäger“), der der deutschen, nationalsozialistischen SA nachempfunden war und vom selben Commandant-Generaal wie die OB geleitet wurde. Ihre Mitglieder schworen einen Eid, der ihnen das Aufgeben und Hinfallen bei Todesandrohung verbot. Die OB wurde anfangs von der oppositionellen Gesuiwerde Nasionale Party bzw. Herenigde Nasionale Party (HNP) von Daniel F. Malan unterstützt und standen auch dem geheimen Afrikaner Broederbond nahe, der jedoch 1939 ebenfalls in Bloemfontein eine ähnliche Organisation, Trekmaats, gegründet hatte. Der Kapstadter Zweig der OB wurde von Balthazar Johannes Vorster, Theophilus E. Dönges und Pieter Willem Botha aufgebaut. Vorster war auch General der Stormjaers.
Die Ossewabrandwag war der nationalsozialistischen Regierung in Deutschland gegenüber positiv eingestellt und wandte sich vehement gegen die Teilnahme der Südafrikanischen Union am Zweiten Weltkrieg auf Seiten der Alliierten. Die Mitglieder weigerten sich, am Krieg teilzunehmen, und schikanierten uniformierte Soldaten. Am 1. Februar 1941 kam es in Johannesburg zu einem Gewaltausbruch, bei dem 140 Soldaten durch OB-Mitglieder verletzt wurden. Die Stormjaers verübten während des Krieges Sprengstoffanschläge auf Versorgungsleitungen und Bahnstrecken. 1941 hatte die Ossewabrandwag rund 350.000 Mitglieder. Ein Drittel aller Buren gehörte der OB an. 1942 ordnete Malan an, dass HNP-Funktionäre nicht mehr der OB angehören dürften, 1944 wurde die Doppelmitgliedschaft für alle HNP-Mitglieder verboten. Bereits im Dezember 1942 war die OB durch Premierminister Jan Smuts verboten worden; Tausende Mitglieder, unter ihnen der spätere Premierminister Vorster, wurden bis zum Kriegsende in Internierungslagern inhaftiert, etwa in Koffiefontein im Oranje-Freistaat. 1945 entließ man sie. Die OB wurde nach dem Wahlsieg 1948 der HNP wieder zugelassen, wurde aber größtenteils von der HNP absorbiert und löste sich 1952 auf.

### Nachwirkungen
Mehrere hochrangige Mitglieder der Ossewabrandwag waren während der Zeit der Apartheid in führenden Positionen tätig.
- Balthazar Johannes Vorster war Premierminister von 1966 bis 1978 und anschließend Staatspräsident bis 1979.
- Theophilus E. Dönges war langjähriger Minister und 1968 designierter Premierminister, verstarb jedoch vor der Amtseinführung.
- Pieter Willem Botha war 1978 von bis 1984 Premierminister und anschließend bis 1989 Staatspräsident Südafrikas.
- Hendrik van den Bergh war Sicherheitsberater Vorsters und Gründungsleiter des South African Bureau of State Security (BOSS).[8]